# Rugby a 15 nel 1973

## Eventi
- Per la prima volta il Cinque Nazioni è assegnato a pari merito a tutte le cinque partecipanti (due vittorie e due sconfitte a testa).
- L'attività internazionale si intensifica, soprattutto per le nazioni "minori": l'Italia va in tour in Sudafrica, il Belgio in Gran Bretagna, così come l'emergente Argentina e le Isole Figi.
- L'Australia conosce l'anno più nero della propria storia rugbistica: subisce l'onta di una clamorosa sconfitta con Tonga e due pesanti rovesci con Galles e Inghilterra a fine anno.

## Attività internazionale

### Incontri celebrativi
- La Scottish Rugby Union organizzò un incontro celebrativo dei 100 anni della federazione.

| Edimburgo 31 marzo 1973 | Scozia | 27 – 16 | President's XV | Murrayfield |

- La NZ Rugby Union organizzò una serie di incontri celebrativi dei 100 anni della federazione.

| Dunedin 1º agosto 1973 | Nuova Zelanda XV | 10 – 14 | New Zealand Juniors | Carisbrook |

| Wellington 4 agosto 1973 | Nuova Zelanda XV | 28 – 35 | NZ RFU Presidents XV | Athletic Park |

| Rotorua 8 agosto 1973 | Nuova Zelanda XV | 18 – 8 | New Zealand Māori | International Stadium |

| Auckland 11 agosto 1973 | Nuova Zelanda XV | 22 – 10 | NZ RFU Invitation XV | Eden Park |

### I tour

#### Tour di metà anno
A metà anno è tradizione che le selezioni di rugby a 15, europee in particolare, ma non solo, si rechino fuori dall'Europa o nell'emisfero sud per alcuni test. Si disputano però anche molti incontri tra nazionali dello stesso emisfero Sud.
Il 1973 è un anno ricco di questi confronti.

## I Barbarians
Nel 1973 la squadra ad inviti dei Barbarians ha disputato i seguenti incontri, tra cui il celebre match con la Nuova Zelanda, in cui venne segnata da Gareth Edwards quella che venne considerata la più bella meta della storia.
| Cardiff 27 gennaio 1973 | Barbarians | 23 – 11 | Nuova Zelanda XV | Arms Park |

| Northampton 1º marzo 1973 | East Midlands | 15 – 32 | Barbarians |  |

| Coventry 17 ottobre 1973 | Coventry | 19 – 30 | Barbarians |  |

| Leicester 27 dicembre 1973 | Leicester Tigers | 7 – 16 | Barbarians | (Welford Road) |

## Campionati e tornei nazionali

### Africa
| Sudafrica | Currie Cup | Northern Transvaal |

### Americhe
| Argentina | Camp. di Buenos Aires | San Isidro   |
|           | Interprovinciale      | Buenos Aires |
| Canada    | Interprovinciale      | Ontario      |
| Brasile   | Campionato            | SPAC         |

### Oceania
| Nuovo Galles del Sud | Shute Shield | Randwick |

### Europa
| Francia          | Campionato              | Tarbes                 |
|                  | Challenge du Manoir     | Narbonne               |
| Galles           | Coppa                   | Llanelli RFC           |
| Inghilterra      | Campionato delle Contee | Lancashire             |
|                  | Coppa                   | Coventry R.F.C.        |
| Irlanda          | Interprovinciale        | Munster Rugby          |
| Italia           | Campionato 1972-73      | Petrarca Padova        |
|                  | Coppa                   | L'Aquila               |
| Portogallo       | Coppa                   | Tecnico                |
| Romania          | Campionato              | Steaua                 |
| Spagna           | Campionato              | Real Canoe             |
|                  | Copa del Rey            | Atletico San Sebastian |
| Unione Sovietica | Campionato              | Fili                   |